# Stefan Abadzjiev
Stefan Atanasov Abadzjiev (Bulgaars: Стефан Атанасов Абаджиев) (Sofia, 3 juli 1934 – 13 maart 2024) was een Bulgaars voetballer en voetbalcoach. Hij speelde bij Levski Sofia en SV Wiesbaden 1899.

## Loopbaan
Abadzjiev speelde zijn grootste deel van Levski Sofia en hij bracht vijftien jaar door bij de club. Met Levski Sofia won hij drie landstitels en vier Bulgaarse bekers. 
Abadzjiev maakte zijn debuut voor Bulgarije in 1958. Hij heeft 27 wedstrijden gespeeld en 1 doelpunt gescoord voor de nationale ploeg. Hij zat in de selectie die deed mee aan het voetbaltoernooi op de Olympische Zomerspelen 1960.
Na zijn spelersloopbaan werd kortstondig Abadzjiev trainer. In 1975 werd hij eindverantwoordelijke van Borussia VfB Neunkirchen. Daarna in 1982 voor FC 08 Homburg.
Abadzjiev overleed op 13 maart 2024 op 89-jarige leeftijd.

## Erelijst

### Levski Sofia
- Parva Liga (3) : 1953, 1964-1965, 1967-1968
- Bulgaarse voetbalbeker (4) : 1956, 1957, 1958–1959, 1966–1967